# Dainsleif
Dainsleif (fornnordiska Dáinsleif: "Dains arv") är det svärd med vilket konung Högne (Hǫgni) utkämpar Hjadningastriden – det fältslag som troddes pågå ända fram till Ragnarök. Myten finns i flera versioner. Enligt Snorre Sturlassons skildring i Skáldskaparmál orsakades striden av den norske vikingen Hedin (Heðinn) Hjarrandason, som tog kung Högnes dotter Hild i brudrov. Högne tog upp förföljandet och hann till sist ikapp de flyende vid Orkneyöarna. De båda krigarna ställde nu upp sina härar i slagordning på Högö (Háey, nuvarande Hoy). Hedin erbjöd kung Högne förlikning och sade sig vara villig att betala höga böter, men Högne förkastade anbudet eftersom han redan hade dragit sitt förtrollade svärd Dainsleif:
| Då ropade Hedin på sin svärfar Högne och bjöd honom förlikning med mycket guld i böter. Högne svarade: "Alltför sent erbjöd du detta om du vill ha förlikning, ty nu har jag dragit Dainsleif som smitts av dvärgar. Det blir en mans bane varje gång det är draget; det sviker aldrig i hugget och dess sår kan ej läkas." Då sade Hedin: "Svärdet kan du rosa, men inte segern. Allt kallar jag gott som är troget sin herre." Skaldskapens språk 50 | Þá kallar Heðinn á Hǫgna mág sinn ok bauð honum sætt ok mikit gull at bótum. Þá svarar Hǫgni: ‘Of síð bauðtu þetta ef þú vill sættask, þvíat nú hefi ek dregit Dáinsleif er dvergarnir gerðu, er manns bani skal verða hvert sinn er bert er ok aldri bilar í hǫggvi ok ekki sár grœr ef þar skeinisk af.’ Þá segir Heðinn: ‘Sverði hœlir þú þar en eigi sigri. Þat kalla ek gott hvert er dróttinholt er.’ Skáldskaparmál 50 |  |

Dainsleif bär alltså samma förbannelse som det magiska svärdet Tyrfing i Hervararsagan: när det väl har dragits måste det vålla död. Dain (Dáinn) är ett dvärgnamn och brukar tolkas som namnet på smeden. Kanske är det samme Dain som, tillsammans med sin bror Nabbi, förfärdigade Hildisvin, vilket berättas i Hyndluljóð 7. Dvärgen Dain nämns också i dvärgatulan i Vǫluspá 11, och sägs i Gylfaginning 14 tillhöra en grupp dvärgar som bor under jorden. Också i Hávamál 144 nämns en Dain, som dock uppges vara en alv.
Men förmodligen har namnet Dáinsleif från början betecknat svärdet som en gravgåva. Dáinn är inte bara ett dvärgnamn; ordet betyder "död" eller "döding" och leif kan översättas "arv, kvarlåtenskap".
Det har varit praxis att vissa gravgåvor efter en tid i "dödsriket" (graven) har kunnat återbördas till de levandes värld genom rituella högbrott (det vill säga "inbrott" i gravhögen). Gro Steinsland tänker sig att det främst har varit "maktens symboler" som på detta sätt har hämtats tillbaka, och hon nämner som exempel "värdighetstecknen äpple, ring och stav", som enligt Skírnismál färdas "mellan Utgård och Asgård, från liv till död och tillbaka igen". I de högbrott som omtalas i den isländska sagalitteraturen har dock i de flesta fall de återbördade föremålen varit vapen, i synnerhet svärd. Hervararsagans berättelse om hur Hervör tar sig in i sin fader Angantyrs gravhög för att hämta svärdet Tyrfing, är det klassiska exemplet. Replikskiftet mellan henne och den uppväckte döde, som finns i Hervararkviða, rymmer kanske minnet av en sådan högbrottsritual. Flera gånger upprepar Hervör sin begäran; den döde ställer sig först motvillig, men ger till sist med sig.
Om Dainsleifs historia är ingenting känt, men eftersom svärdet tillskrivs samma magiska egenskaper som Tyrfing kan det ha gjort samma resa genom dödsriket.